# Wyoming
Wyoming, 44 država SAD-a nastala 1890. Deseta je po veličini od američkih saveznih država, ali je druga najrjeđe naseljena američka savezna država. Graniči s Montanom na sjeveru, na istoku s Južnom Dakotom i Nebraskom, na jugu s Coloradom, na jugozapadu s Utahom, te na zapadu s Idahoom. Glavni i najnaseljeniji grad je Cheyenne.

## Ime
Riječ “Wyoming” izvedena je iz riječi iz jezika Delaware Indijanaca koja znači "zemlja nepreglednih ravnica", što je prikladan opis prostranog prirodnog okoliša države.

## Okruzi (Counties)
Wyoming se sastoji od 23 okruga (counties)

## Stanovništvo
Više od devet desetina stanovnika Wyominga europskog je podrijetla. Latinoamerikanci čine najveću manjinu stanovništva Wyominga. Afroamerikanci čine manje od 1 posto ukupnog stanovništva, a većina ih živi u području Cheyennea. Iako su kineski imigranti igrali ključnu ulogu u izgradnji Union Pacific željeznice, današnja azijska populacija Wyominga je mala. Većina Azijata živi u južnim okruzima države u gradovima Cheyenne, Laramie i Rock Springs. Više od 2 posto stanovništva Wyominga čine Indijanci, uglavnom Arapaho i Shoshone. Više od polovice ove populacije živi na rezervatu Wind River u zapadnom središnjem dijelu Wyominga. Wyopming je dom za gotovo isto toliko vitorogih antilopa koliko i ljudi. Broj stanovnika (2020.) 576 851; (2023. procjena) 584 057.
Prastanovnici Wyominga su Arapaho Indijanci, od kojih danas ovdje žive Northern Arapaho s Wind River Šošonima na rezervatu Wind River. Druga plemena dolazila su ovamo na lovišta kao što su to činili Šajeni, koji su dugo bili saveznici i prijatelji Arapaha, te Sioux Indijanci. Bannocki iz Idaha također su prodirali u susjedne krajeve Wyominga. Ratoborni Pawnee, nekadašnji kanibali, dolazili su ovamo zbog lova ili rata. Indijanci Vrane jedno su vrijeme bili nastanjeni u dolinama Powder, Wind i Big Horn, a također i Sjeverni Šošoni u zapadne predjele. Kiowa su isto jedno vrijeme nastanjivali područje planina Black Hills.

## Gradovi
Gradovi preko 6,000 st. (2000)
- Casper, Wyoming  (49,644), okrug Natrona.
- Cheyenne, Wyoming  (53,011), okrug Laramie
- Cody, Wyoming  (8,835), okrug Park
- Evanston, Wyoming  (11,507), okrug Uinta
- Gillette, Wyoming  (19,646), okrug Campbell
- Green River, Wyoming  (11,808), okrug Sweetwater
- Jackson, Wyoming  (8,647), okrug Teton
- Lander, Wyoming  (6,867), okrug Fremont
- Laramie, Wyoming  (27,204), okrug Albany
- Rawlins, Wyoming (8,538), okrug Carbon
- Riverton, Wyoming  (9,310), okrug Fremont
- Rock Springs, Wyoming (18,708), okrug Sweetwater
- Sheridan, Wyoming  (15,804), okrug Sheridan